# 鄧碧雲
鄧碧雲（英語：Tang Pik-wan，1924年9月27日—1991年3月25日），原名鄧芍芙，廣東省佛山市三水區人，是粵劇演員及影視演員，有「萬能旦后」之美譽。早年以演粵劇和粵語電影為主，後主力在電視演出，以「媽打」（Mother）形象膾炙人口。鄧是香港商人林建岳的契媽。而藝人鄭欣宜則為其契孫女。

## 生平
鄧碧雲在1924年出生於廣州市，於當地完成小學及中學課程後（與電影男演員吳桐為小二至中學階段同學），來到香港入讀香港培道中學。由於自小喜愛戲劇，便在十三歲隨廖了了學習唱功、隨蕭蘭芳學習演戲，十四歲正式加入職業劇團。鄧其後在15歲獲升為正印花旦，擅演多類角色，又能反串文武生，她會說石岐話、順德話和四邑話，獲譽為「萬能旦后」。她後來加入太平劇團，抗日戰爭時期曾在澳門演出。後來回到廣州，加入「錦添花」劇團，與鄭碧影合稱「大細碧姐」。 二人又與梁碧玉合稱「三碧」：「大碧」鄧碧雲、「中碧」梁碧玉、「細碧」鄭碧影。:79 其時與雷维舟結婚並誕下一女兒雷靄然。
轉到香港後鄧碧雲於1950年開始拍電影，大部分是喜劇。其中以刁蠻媳婦、傻大姐、順德「媽姐」之形象最深入民心。與同期之正印花旦鳳凰女（紅牡丹）、羅艷卿（銀牡丹）、余麗珍（紫牡丹）、吳君麗（白牡丹）、于素秋（黑牡丹）、南紅（綠牡丹）、林鳳（黃牡丹）七位粵劇女演員結義合稱八牡丹，鄧為「藍牡丹」。至1967年，一共演出250部电影。
1977年，無綫的葉潔馨由於與雷靄然是在港台工作時的舊同事，成功邀請不再拍電影、半退休狀態的鄧碧雲出山拍攝《家變》一劇，開始鄧碧雲後半生在電視界的演藝事業，由於曾在麗的電視、佳藝電視、無綫電視演出，多數飾演母親的角色。其中在1980年代在無綫電視劇《季節》飾演「媽打」（英語「mother」諧音）一角而紅極一時和深入民心，此後她參演的電影和廣告亦使用「媽打」的形象。
1991年3月25日因肺衰竭在香港病逝，享壽66歲。靈柩由後輩周潤發、成龍、廖偉雄、梁朝偉、羅嘉良、林俊賢、顏國樑黃百鳴、潘志文八人扶靈，運往歌連臣角火葬場火化。她最後一次見面是參與亞洲電視的開心主流派做嘉賓。鄧碧雲的骨灰安葬於鑽石山墳場「興仁堂」。其家人為紀念鄧碧雲，以其名義捐款予香港的慈善機構，多家中心以其命名，包括保良局鄧碧雲紀念幼稚園（1983年落成）和仁濟醫院位於石硤尾一間長者中心，被稱為媽打幼稚園和長者中心。

## 監製作品
- 1962年
  - 虎將爭妻

## 演出作品

### 粵劇
- 信陵君竊符救趙
- 雄寡婦
- 風流天子
- 楊八妹招親
- 情僧
- 美人計
- 望兒亭
- 三姐下凡

### 電影
- 1950年
  - 花王之女 飾 陶霜月
  - 風火送慈雲
- 1952年
  - 梁山伯再會祝英臺 飾 祝英臺
  - 新雷峰塔 飾 白素貞
- 1953年
  - 生娘唔大養娘大 飾 白冰梅
  - 碧海狂僧 飾 飄紅
  - 花街紅粉女 飾 紅粉女
  - 張天師遇鬼迷 飾 阿彩
  - 鳳燭燒殘淚未乾 飾 周月梅
  - 暴雨梨花 飾 鄭秀明
  - 艷女情顛假玉郎 飾 (分飾) 仇維玉, 仇宣嬌
  - 秦淮月下再生緣 飾 雪艷玲
- 1954年
  - 打破玉籠飛彩鳳 飾 林綺雲
  - 患難夫妻 飾 愛蓮
  - 春滿乾坤福滿門 飾 錢佩坤
  - 萬里行屍 飾 花鳳仙
  - 紅葉夫人 飾 靜霞
  - 鳳閣重開姊妹花 飾 葉紅梅
  - 假鳳鶯迷
  - 金鳳迎春 飾 黃金鳳
  - 夜弔秋喜 飾 秋喜
  - 多情自古空餘恨 飾 陳慕貞
  - 青磬紅魚非淚影 飾 桂玉娥
  - 黃金萬兩 飾 黃宛賢
  - 紅船鬼影 飾 (分飾) 沈素娟, 方映雪
  - 乞米養狀元 飾 陸潔冰
  - 新白金龍 飾 張玉娘
  - 重婚淚 飾 梁淑珍
  - 娛樂昇平 飾 阮素嫻
  - 香銷十二美人樓 飾 賈季蘭
  - 夜祭金嬌 飾 金嬌
- 1955年
  - 菱花夢 飾 陳樂昌公主
  - 抬轎佬養新娘 飾 趙彩虹
  - 賣油郎獨佔花魁 飾 花魁女
  - 三審玉堂春 飾 玉堂春
  - 望夫山上望夫歸 飾 苗婉貞
  - 鸞鳳換香巢 飾 任俠燕
  - 雄寡婦 飾 (分飾) 王三鳳, 苗九齡
  - 倫文敘與李春花 飾 李春花
  - 孤兒行 飾 二少奶
  - 鍾無艷 飾 鍾無艷
  - 做人新抱甚艱難 飾 張志鴻妻
  - 兒女私情 飾 阿玉
  - 淒涼金葉菊 飾 林夢仙
  - 歌唱郎歸晚 飾 柳絮芳
  - 金絲蝴蝶 飾 黃絳仙
  - 天降財神 (1955年電影) 飾 (分飾) 李少梅, 少梅母親
  - 狡婦疴鞋 飾 杜月娥
  - 繅絲女 飾 程紫香
  - 貍貓換太子 飾 李宸妃
  - 六月飛霜 飾 朱蘭心
  - 抝碎靈芝 飾 陶三春
  - 趙五娘千里尋夫 飾 趙五娘
  - 癲婆尋仔 飾 白鳳仙
- 1956年
  - 我愛薄倖郎 飾 韓雪梅
  - 鐵嘴雞 飾 鐵咀雞容美
  - 夜夜念奴嬌 飾 漆步雲
  - 神經大姐戇姑爺 飾 鄧筱雲
  - 烈女報夫仇 飾 史月蘭
  - 假鳳虛鸞 飾 (分飾) 鄒青梅, (反串) 鄒青寶
  - 皇姑嫁何人 飾 皇帝之妹碧雲皇姑
  - 高君保私探營房  劉金定力斬四門 飾 劉金定
  - 三誤佳期 飾 金麗華
  - 一榜三狀元
  - 奇人奇遇 飾 懸長太太
  - 傻女搶新郎 飾 (分飾) 阿香, 蘭芳
  - 桂枝告狀 飾 李桂枝
  - 多情燕子歸 飾 (分飾) 韓小鶯, 雪麗
  - 疍家妹告皇帝 飾 帶娣
  - 著錯舅爺鞋 飾 李碧
  - 荒唐鏡三氣胭脂馬 飾 胭脂馬胡艷娟
  - 陶三春困城 飾 陶三春
  - 崑崙奴夜盜紅綃 飾 紅綃
  - 大鬧三門街 飾 史錦屏
  - 鬼俠 飾 (分飾) 宋玉娇,文淑英
  - 王昭君琵琶動漢皇 飾 王昭君
  - 薛丁山三氣樊梨花 飾 樊梨花
  - 狀元狀扁女狀元 飾 任英
  - 關公月下釋貂蟬 飾 貂蟬
  - 嫁壞老公生壞仔 飾 阿珠
  - 楊八妹招親 飾 楊八妹
  - 扭紋新抱惡家姑 飾 阿香
  - 霸王雞乸 飾 邋遢妹 (蒸生瓜阿珍)
  - 穆桂英三擒三縱楊宗保 飾 穆桂英
  - 呂布搶貂蟬 飾 貂蟬
  - 乾隆皇大鬧萬花樓 飾 夜夜红
  - 傻大俠 飾 張麗芳
  - 桃花女鬥法 飾 桃花女
  - 鄉下佬尋仔 飾 陳素娟
- 1957年
  - 薛平貴與王寶釧（1957年） 飾 (反串) 薛平貴
  - 魚腸劍 飾 李秋霞
  - 代代老婆奴 飾 何碧笙
  - 十三妹大鬧能仁寺 飾 十三妹
  - 七氣蘇秦 飾 蘇秦妻
  - 鐵嘴雞水鬼陞城隍 飾 鐵嘴雞
  - 七彩梁天來 飾 淩貴興妻
  - 插錯美人頭 飾 (分飾) 賈艶蓮, 范玉珊
  - 狀元紅 飾 周如珠
  - 信陵君竊符救趙 飾 如姬
  - 八美戲狀元 飾 華愛珠
  - 牡丹花發狀元紅 飾 劉明月
  - 穆桂英楊宗保大破天門陣 飾 穆桂英
  - 神女會襄王 飾 神女
  - 彩鳳引金龍 飾 賽彩鳳
  - 妙善公主 飾 妙善公主
  - 傻仔洞房 飾 周慧珠
  - 軟皮蛇三鬥老虎乸 飾 軟皮蛇周錦嫦
  - 木蘭从軍 飾 花木蘭
  - 關公守華容劉備過江招親 飾 孫尚香
  - 金銀珠寶到門來 飾 蘇義妻
  - 十五貫 飾 (反串) 洪友南
  - 黃飛虎反五關（上集） 飾 賈氏
  - 亞蘭嫁亞瑞 飾 丁慧蘭
  - 楚漢爭 飾 虞姬
  - 胭脂馬三鬥黃飛鴻 飾 胭脂馬
  - 陰陽扇 飾 潘麗荷
- 1958年
  - 美男子潘安 飾 (反串) 潘安
  - 韓湘子雪夜過情關 飾 劉秀音
  - 金殿福星 飾 (分飾) 杜雪梅, (反串) 杜振寰
  - 碧海狂僧 飾 葉飄紅
  - 胭脂井 飾 陳後主
  - 萬世流芳張玉喬 飾 張玉喬
  - 水冰心三戲過其祖 飾 水冰心
  - 狗飯餵狀元 飾 史碧蓮
  - 洛陽橋畔姑嫂墳 飾 小馨公主
  - 黃飛虎反五關（續集） 飾 賈氏
  - 蘇小妹三難新郎 飾 蘇小妹
  - 捨子奉姑 飾 劉嬌珠
  - 天河配 飾 織女
  - 海底尋夫骨 飾 周惠芳
- 1959年
  - 春風秋雨又三年 飾 林愛梨
  - 鳳燭燒殘淚未乾 飾 杜雙成
  - 生死連枝（下集大結局） 飾 (分飾) 田良玉, 阮小梅
  - 沉香扇 飾 (分飾) 蔡蘭英, (反串) 陸世傑
  - 白髮蘇娘懷石胎 飾 蘇眉娘
  - 琴姑（上集） 飾 麥春琴
  - 雪艷娘 飾 雪娘
  - 鐵扇公主神火破天門鐵 飾 扇公主
  - 生死連枝（上集） 飾 田良玉
  - 孝感動家姑 飾 張秀娟
  - 王先生招親 飾 許芝蘭
  - 王先生騎正胭脂馬 飾 許芝蘭
  - 二世祖盲公問米 飾 余若蘭
  - 聞天香三戲聞太師 飾 聞天香
  - 紅孩兒水晶宮救母 飾 鐵扇公主
  - 石頭太子篡位 飾 蘇眉娘
  - 三姐下凡 飾 (分飾) 三姐, (反串) 楊光道
  - 桃花女二度下凡 飾 桃花女
  - 倫文敍與柳先開
  - 三盜九龍杯 飾 竇玉娥
  - 燕子啣來燕子箋 飾 (分飾) 武蕊卿, (反串) 武二蠻
  - 琴姑（大結局） 飾 麥春琴
- 1960年
  - 望兒亭（上集） 飾 韓淑貞
  - 花王之女 飾 陶霜月
  - 夜祭碧桃花 飾 (分飾) 徐碧桃, 徐碧紅
  - 銀龍太子鬥八仙 飾 白貞娘
  - 寶兒孝祖救雙親 飾 鄧淑芬
  - 腸斷江南燕子歸 飾 鐘玉儀
  - 三把憐香劍 飾 趙媚娘
  - 雙孝女萬里尋親 飾 杜麗娘
  - 天涯慈母淚 飾 盧雪儀
  - 美人計 飾 孫尚香
  - 彩鸞燈 飾 孟彩鸞
  - 紅粉冤情 飾 江雪貞
  - 忠孝雙全並蒂花 飾 金蛇公主
  - 銀屏太子陰陽河會妻 飾 彩鸞公主
  - 春燈會 飾 源鳳英
  - 苦命女雪夜尋夫 飾 王秀清
  - 藍袍惹桂香 飾 周桂蘭
  - 飄萍恨（上集） 飾 劉玉嬋
  - 招財進寶 飾 張芸娘
  - 金鏢黃天霸（下集大結局） 飾 張桂蘭
  - 天雷劈棺生鬼仔 飾 杜鵑紅
  - 白蛇女碎屍還孽債（上集） 飾 彩鸞公主
  - 望兒亭（下集大結局） 飾 韓淑貞
  - 百萬軍中藏阿斗 飾 糜夫人
  - 骨肉情深姊妹花 飾 葉飄玲
  - 鳳還巢 飾 (分飾) 沈麗雲, 沈綺雲
  - 雙孝子月宮救母 飾 白雲仙子
  - 第八才子花箋記 飾 楊瑤仙
  - 金鏢黃天霸（上集） 飾 張桂蘭
  - 花落江南廿四橋 飾 衞花愁
- 1961年
  - 一柱擎天雙虎將 飾 正宮
  - 仙鶴神針 飾 (反串) 白雲飛
  - 夜雨秋燈 飾 張翠鸞
  - 拉車行大運 飾 陳翠芬
  - 星月爭輝
  - 冤魂塔 飾 楊素娥
  - 偷香血債 飾 林潔霜
  - 飄萍恨（大結局） 飾 劉玉嬋
  - 仙鶴神針（下集） 飾 (反串) 白雲飛
  - 雌雄劍贖母報父仇 飾 呂艷雲
  - 黑夜飛頭記 飾 甘美珍
  - 三合明珠寶劍 飾 笑雲公主
  - 血淚種情花 飾 (分飾) 程艷霞, 洪秋霜
  - 金大嫂 飾 金大嫂
- 1962年
  - 多計姑娘 飾 馬淑琴
  - 岳飛出世 飾 岳母
  - 仙鶴神針（大結局） 飾 (反串) 白雲飛
  - 八大女俠鬧江湖（下集） 飾 慧貞
  - 望娘灘 飾 德禧正宮
  - 千里送皇姑 飾 晉鳳霞
  - 英雄掌上野荼薇 飾 (反串)建文帝
  - 奇女薛一娘 飾 (分飾) 薛一娘, (反串) 薛三郎
  - 虎將爭妻 飾 彩鳳公主
  - 八大女俠鬧江湖（上集） 飾 慧貞
  - 皇陵會愛妻 飾 彩鳳公主
- 1963年
  - 受薪太太 飾 李秀瓊
  - 摩登大妗 飾 阿妙
  - 楊八姐鬧金鑾 飾 宋賢王
  - 狀元巧破蜜蜂計 飾 (分飾) 賀潔雲, 朱家寶
  - 龍虎三女霸（下集） 飾 黃蝴蝶謝石雲
  - 黃泉會母 飾 (反串) 寤生
  - 假玉郎 飾 (反串) 文夢瑚, (分飾) 文秋雲
  - 萬劍之王 飾 金髮公主
  - 龍虎三女霸（上集） 飾 黃蝴蝶謝石雲
  - 奪魂旗下集大結局 飾 潘三娘
  - 猴子兵華山救駕 飾 雲屏公主
  - 仙劍神魔大結局 飾 賽潘安狄嘯雲
  - 新夜吊秋喜 飾 (反串) 李書龍
  - 天劍神筆 飾 (反串) 文曲星, (分飾) 孟士良
  - 李仙 飾 (反串) 鄭元和
  - 奪魂旗（上集） 飾 潘三娘
  - 點錯鴛鴦 飾 (反串) 徐英傑
  - 仙劍神魔（上集） 飾 賽潘安狄嘯雲
- 1964年
  - 爛賭二當老婆 飾 劉玉娥
  - 英雄情淚保山河 飾 龍秀雲
  - 七彩神火棒 飾 雲中鶴-林靄雪
  - 一樓十四伙 飾 裘小紅
  - 女俠脫脫兒（大結局） 飾 (反串) 蔣華生
  - 荒唐四怪俠（上集） 飾 黑衣羅剎吳如冰
  - 神鶴金鷹 飾 莊玉英
  - 女俠脫脫兒（上集） 飾 (反串) 蔣華生
  - 搶閘新娘 飾 妹頭
  - 荒唐四怪俠（下集大結局） 飾 黑衣羅剎吳如冰
  - 鬼馬家姐 飾 (反串) 李文傑, (分飾) 李文慧
- 1965年
  - 血染蝴蝶山 飾 張玉茹
  - 三姑嫂（上集） 飾 陳瑞潔
  - 蒸生瓜 飾 柯二珠
  - 南北鐵咀雞 飾 周翠薇
  - 好姐賣粉果 飾 毛月好
  - 傻大姐當兵 飾 伍玉蘭
  - 鄉下妹出城 飾 黃金娣
  - 百子千孫 飾 好姐
  - 堅成星馬拍攝外景新聞特輯 飾 鄧碧雲
  - 冷梅情淚 飾 趙冷梅
  - 三姑嫂（下集大結局） 飾 陳瑞潔
  - 火鳳狂龍 飾 (分飾) 慧妃, 覊女紅衣女
  - 太太日記 飾 薛冰心
- 1966年
  - 發財鑽石寶 飾 黃玉燕
  - 701烏龍女偵探 飾 馮佩/701
  - 金嬌銀更嬌 飾 趙帶銀
  - 冷月離魂 飾 分飾周太, 周文俊母孿生妹妹孖二
  - 後備新娘 飾 王大珠
  - 書劍幽魂 飾 (反串) 柳夢萍
  - 傻大姐捉賊 飾 傻大姐
- 1967年
  - 飛哥跌落坑渠 飾 李鳳瓊
  - 教子殺父皇 飾 (反串) 蜀帝劉振基
  - 賣當借 飾 吳德嫻
  - 遙遠的路 飾 羅超男
- 1983年
  - 《陰陽錯》（飾 古志明母）
- 1985年
  - 《四眼仔》（飾 李錦倫母）
- 1987年
  - 《天賜良緣》（飾 小玉母）
  - 《娶錯老婆投錯胎》
- 1988年
  - 《南北媽打》（飾 李消云）
  - 《奸人本色》（飾 簡氏）
  - 《撞邪先生》（飾 利太太）
- 1990年
  - 《靚足100分》（飾 林天賜母）
  - 《安樂戰場》（飾 老太）
  - 《皇家女將》（飾 黃太）

### 電視劇（佳藝電視）
- 名流情史（1978年）飾 孫達生 (韋基舜飾) 夫人孫容劍慧

### 電視劇（麗的電視／亞洲電視）
- 變色龍（1978年）飾 鄺李秀英
- 家姐、細佬、飛髮鋪（1982年）飾 安美麗
- 家姐、細佬、飛髮鋪第二輯（1983年）飾 安美麗

### 電視劇（無綫電視）
- 幼吾幼（1970年）飾
- 少奶奶的扇子（1970年）飾
- 家變（1977年）飾 袁興雲
- 兩公婆（1978年）飾
- 大亨（1978年）飾 王安娜
- 抉擇（1979年）飾 陸詠馨
- 網中人（1979年）飾 吳秀英
- 京華春夢（1980年）飾 金老太
- 勢不兩立（1980年）飾 吳惠芳
- 流氓皇帝（1981年）飾 尤如絲
- 逐個捉（1981年）飾 倪金花
- 四海一家（1983年）飾 慶嫂
- 季節（1987－1989年）飾 李淑德
- 金裝季節（1989年）飾 李淑德

### 電視劇（香港電台）
- 城市故事（1981年）飾 大少奶
- 香江歲月（1984年）飾 顧嬸

### 主持節目（麗的電視）
- 鄧碧雲時間（1972年）

## 外部連結
- 鄧碧雲紀念特輯「碧海雲天念芍芙」

第一集 -   阮兆輝、梁之潔 （页面存档备份，存于） 回顧鄧碧雲演藝生平
第二集 -  嘉賓：雷靄然 （页面存档备份，存于）
第三集 -  嘉賓：陳嘉鳴 （页面存档备份，存于） (入室弟子)
第四集 - 嘉賓：何家光
第五集 - 嘉賓：譚倩紅、尤聲普
- 鄧碧雲在互联网电影资料库（IMDb）上的資料（英文）
- 鄧碧雲在香港影庫上的簡介